# سان أنتيكو
سان أنتيكو، (بالإنجليزية: Sant'Antioco)‏، (سردينيا: Santu Antiogu)، هي بلدية في مقاطعة جنوب سردينيا، في منطقة سولسي. يبلغ عدد سكانها 11,730، بلدية سانت أنتيكو، هي أكبر مجتمع في الجزيرة. إنه أيضًا موقع Sulci القديم، الذي يعتبر ثاني مدن سردينيا، في العصور القديمة. 

## السكان
في سنة 1861 بلغ عدد السكان 3٬065 نسمة، وتطور العدد ليصل في سنة 2011 لـ 11٬496 نسمة.
يظهر هذا المخطط البياني تطور النمو السكاني لـ سان أنتيكو

## معرض صور

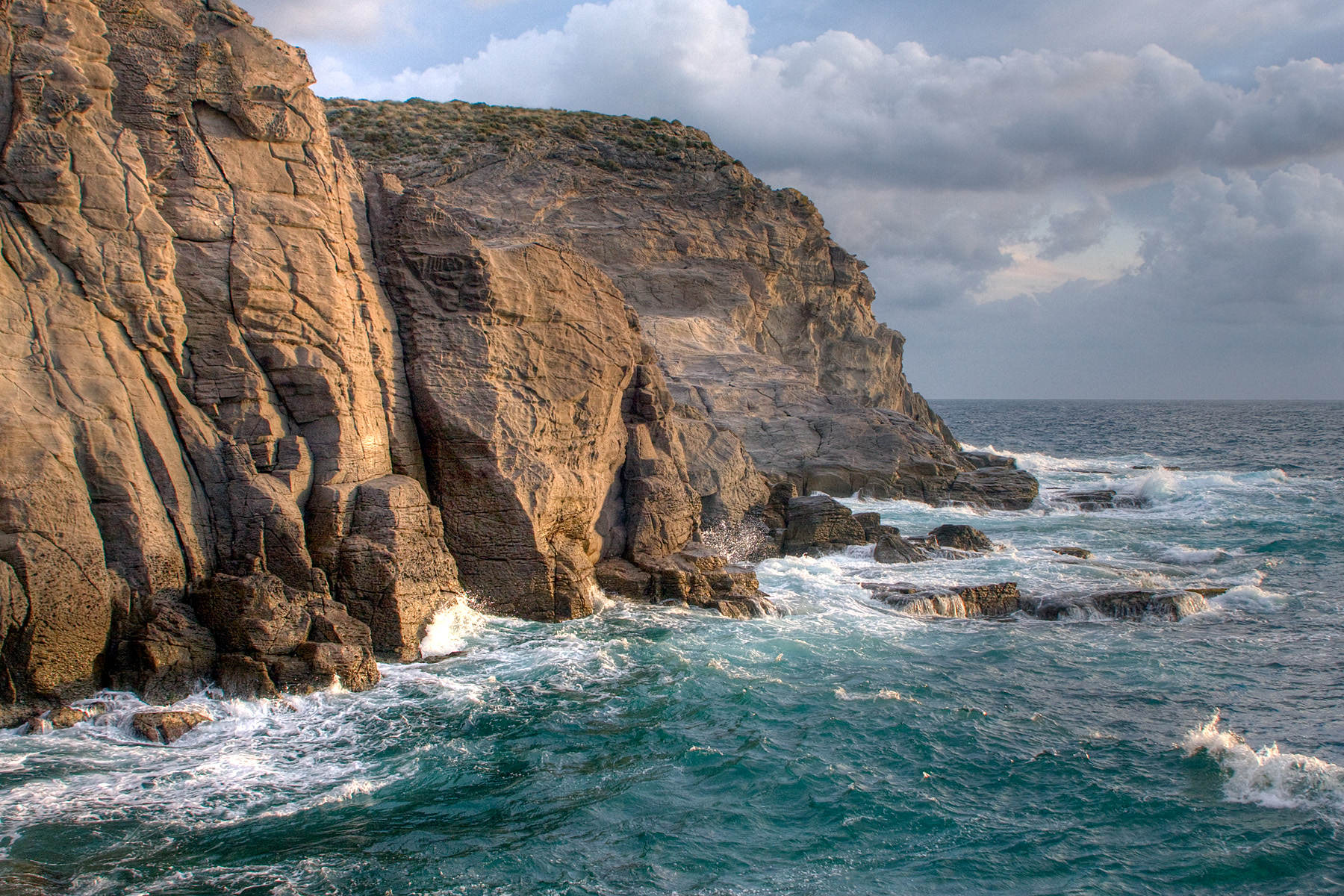
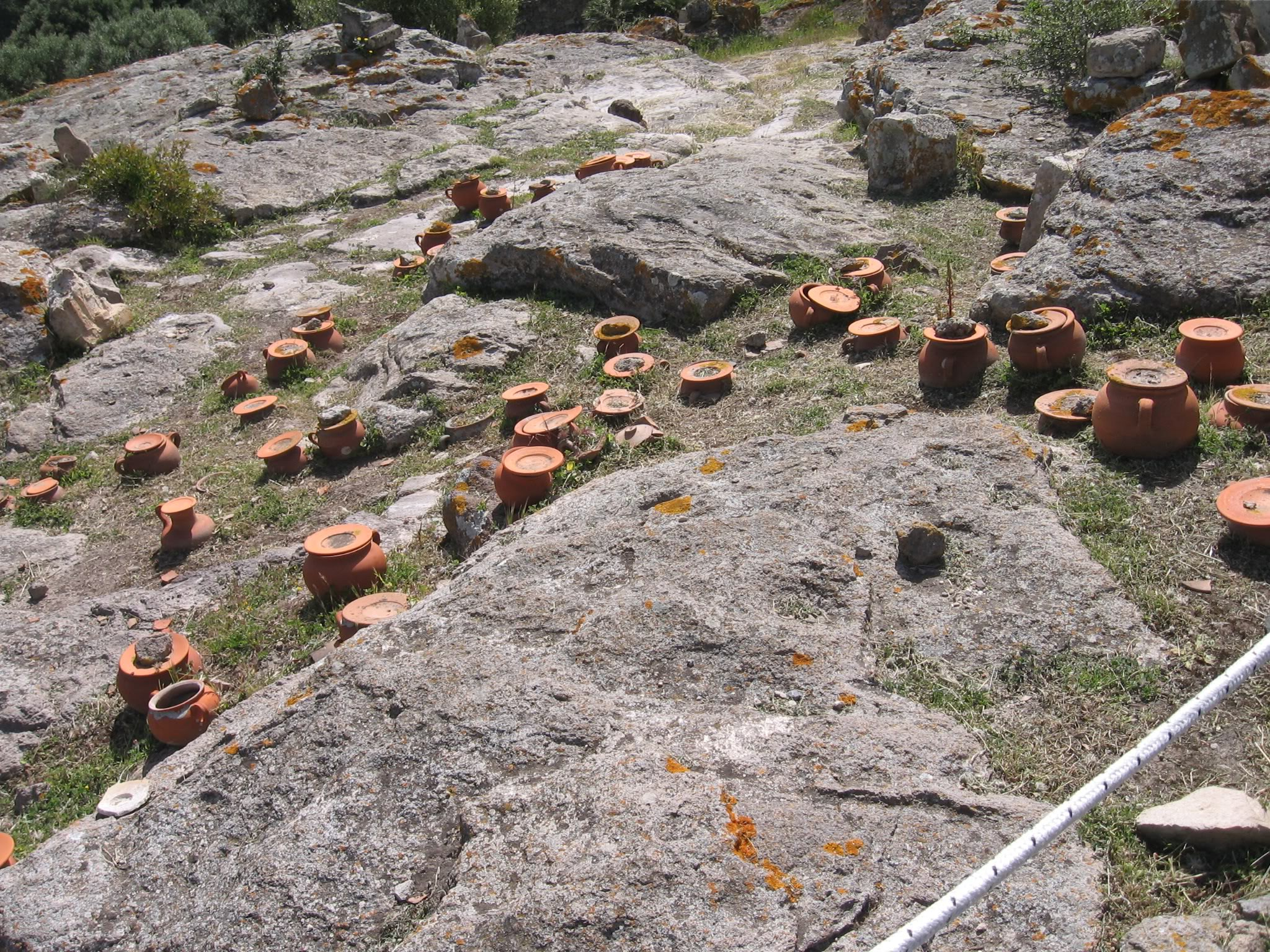
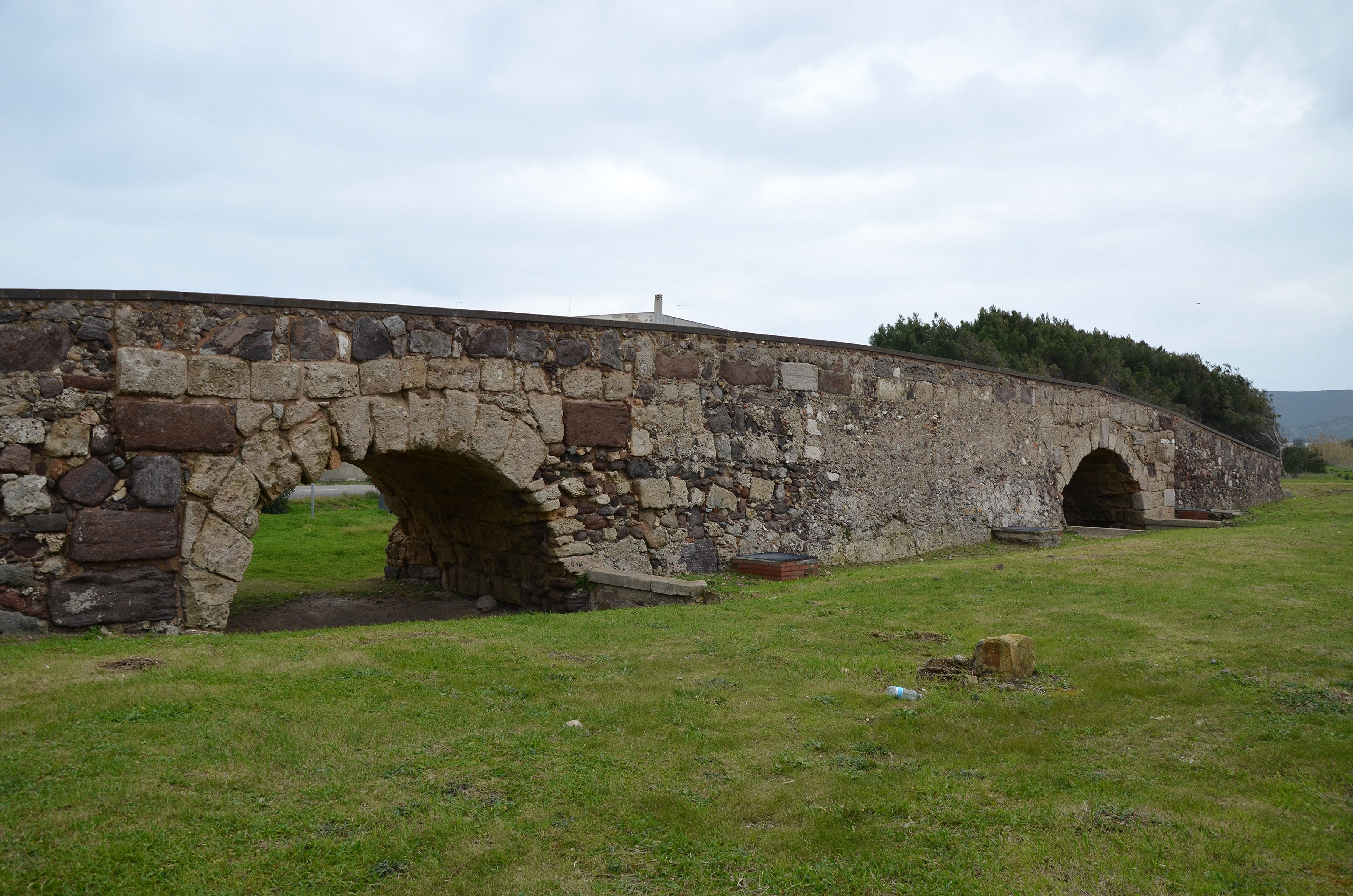
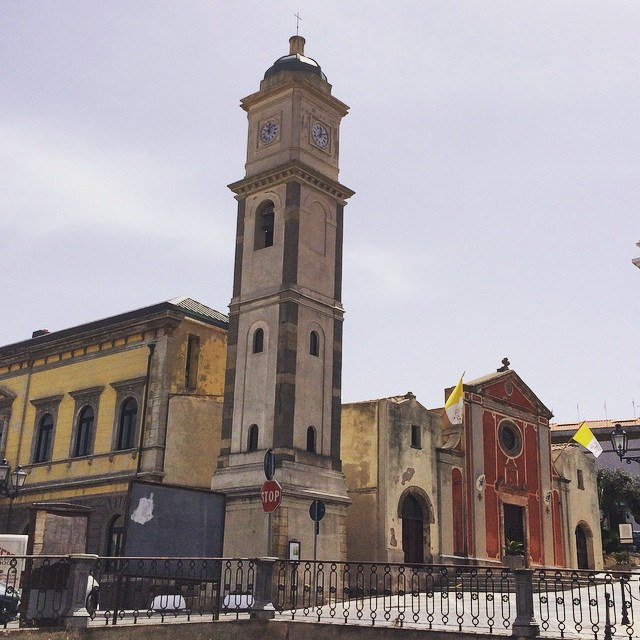